# Casten Månsson Rönnow
För andra personer med namnet Kasten eller Casten Rönnow, se Kasten Rönnow (olika betydelser)
Casten Månsson Rönnow, född 1638, död 1691 eller 1692, var en svensk präst. Han var son till Magnus Dublar, en skotskfödd handlande i Ronneby, efter vilken ort sonen tog namnet Rönnow, och morfar till Casten Aulin. 
Efter studier 1656 i Strasbourg samt 1659 i Rostock och Köpenhamn blev Rönnow 1661 kyrkoherde i Åhus. Medan flera av de skånska prästerna under Karl XI:s danska krig 1676–1679 visade sig dansksinnade, var Rönnow utåt sett alltid trogen mot svenska kronan. Därigenom skaffade han sig Karl XI:s gunst i hög grad. År 1676 förlänades Rönnow och hans arvingar adliga privilegier och säterifrihet 4 1/24 kronohemman i Åhus socken (mestadels ödeshemman) mot rustningsskyldighet. Hans pastorat utökades med Viby och Rinkaby socknar (1681), han erhöll en guldkedja (nu förvarad i Statens historiska museum), och senare utverkade han bland annat ett betydligt resestipendium åt sin son Magnus. I verkligheten spionerade Rönnow också för danskarna: i juni 1678 lämnade han rapport om de svenska truppstyrkorna till friskytten Joen Monsen som i sin tur rapporterade till sambandsofficeren Pieter Sten som genast skrev en rapport till general Arenstorff. 
År 1682 utnämndes Rönnow till kyrkoherde i Halmstad och 1686 i Örebro. År 1688 promoverades han vid Lunds universitet till filosofie magister. Vid riksdagarna 1675, 1682 och 1686 var Rönnow ledamot av prästeståndet. Enligt legenden skall Rönnow under kriget ha räddat kungen undan danskarna genom att förmå honom att gömma sig i skorstenen vid ett tillfälle, då danskarna omringat Åhus prästgård och sökte kungen där. Fullkomligt utan stöd av fakta och handlingar var den en tid gängse uppgiften, att Karl XI gjort Åhus pastorat ärftligt inom Rönnows familj.